# Romualdas Deltuvas
Romualdas Deltuvas (ur. 8 marca 1943 w Pabalsupiai na Suwalszczyźnie) – litewski profesor leśnictwa i rolnictwa, od 2004 rektor Litewskiego Uniwersytetu Rolniczego. 
Po ukończeniu szkoły średniej im. Kazysa Griniusa w Kozłowej Rudzie na Suwalszczyźnie podjął studia w Akademii Rolnictwa Litewskiej SRR (zakończone w 1965). Po uzyskaniu stopnia magistra został zatrudniony w Akademii. Przebywał na stypendiach i stażach naukowych na Uniwersytecie w Dreźnie (1976–1977), Helsinkach (1981–82) i Connecticut (1993). 
W latach 1980–83 stał na czele Wydziału Projektowania Technologicznego przedsiębiorstwa leśnego "Miško projektas". Od 1984 prowadził wykłady w Akademii Rolnictwa Litewskiej SRR, gdzie w 1989 uzyskał profesurę. W tym samym roku objął Katedrę Gospodarki Leśnej na uczelni. W latach 1989–92 i 1994–2004 pełnił urząd prorektora ds. studenckich Akademii przekształconej w międzyczasie (1996) w Litewski Uniwersytet Rolniczy. W 2004 został wybrany rektorem LŻUU. 
Od 1992 do 2003 zasiadał w Litewskiej Radzie Naukowej. 

## Wybrane publikacje
- Technologinis projektavimas VDR miškotvarkoje, 1979
- Miškų ūkio organizacija ir tvarkymas dirvožemio tipologiniu pagrindu, 1979
- Miškotvarka, wraz z Vaidotasem Antanaitisem, 1988